# سیارک ۲۵۰۴۳
سیارک ۲۵۰۴۳ (به انگلیسی: 25043 Fangxing، نامگذاری:1998QQ42) بیست و پنج هزار و چهل و سومین سیارک کشف شده‌است که در ۱۷ اوت ۱۹۹۸ کشف شد.
قدر مطلق سیارک برابر ۱۰.۷ است.